# Klüttenbäcker

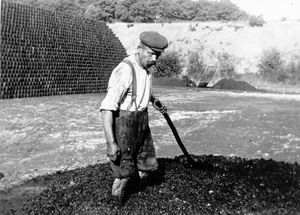
Klüttenbäcker auf der Grube Catharinenberg (bei Kierberg) beim Treten der Kohlemasse. Im Hintergrund die Halde der zu trocknenden Klütten

Ein Klüttenbäcker war ein Handwerker, der in vorindustrieller Zeit in sogenannten „Kuhlen“ oder Klüttengründen in Braunkohlegruben im Rheinischen Revier Kohle schürfte und daraus Klütten herstellten. Dabei handelte es sich um von Hand hergestellte Braunkohle-Presslinge, die als Brennstoff als Vorläufer heutiger Briketts genutzt wurden.
Der heute nicht mehr ausgeführte Beruf wurde seit dem 16. Jahrhundert vor allem von Bauern, Waldarbeitern und Tagelöhnern in der Region westlich von Köln ausgeübt. Diese vermischten die Braunkohle mit Wasser, gegebenenfalls auch Bindemitteln und stampften diese zu einer Kohlemasse, die nachfolgend in Formen gepresst und getrocknet wurde. Durch die zunehmende Industrialisierung des Bergbaus und die Erfindung automatisch-mechanischer Brikettpressen starb der Beruf mit der Hochphase der deutschen Industrialisierung aus.
Die körperlich harte Arbeit erfolgte im Akkord. Zusätzlich zum Lohn (etwa zwei Silbergroschen pro 100 Klütten) gab es oft Deputatkohle.